# The Houston Kid
The Houston Kid è il decimo album in studio del cantante di musica country americano Rodney Crowell. È stato pubblicato da Sugar Hill nel 2001. L'album include il singolo I Walk the Line Revisited, registrato in collaborazione con Johnny Cash, che ha raggiunto la posizione numero 61 nelle classifiche Hot Country Songs alla fine del 1998.
Thom Jurek di AllMusic ha valutato l'album con una valutazione completa di cinque stelle.

## Tracce
1. Telephone Road – 3:52
2. The Rock Of My Soul – 4:50
3. Why Don't We Talk About It – 3:35
4. I Wish It Would Rain – 3:28
5. Wandering Boy – 5:57
6. I Walk The Line (Revisited) (featuring Johnny Cash) (Crowell, Johnny Cash) – 3:51
7. Highway 17 – 4:54
8. U Don't Know How Much I Hate U (Crowell, Steve Lukather) – 3:37
9. Banks Of The Old Bandera – 3:41
10. Topsy Turvy – 3:47
11. I Know Love Is All I Need – 5:20